# رزية ضيقة الأوراق
رزية ضيقة الأوراق (الاسم العلمي: Oryzopsis angustifolia) هي نوع نباتي يتبع جنس الرزية من فصيلة النجيلية.